# エイパー・シナプス
エイパー・シナプス (Eyphar Sinapus) は、日本のOVA『機動戦士ガンダム0083 STARDUST MEMORY』、および劇場版『機動戦士ガンダム0083 ジオンの残光』に登場する架空の人物。（声：大塚周夫）

## 人物
地球連邦宇宙軍第3地球軌道艦隊所属ペガサス級強襲揚陸艦アルビオンの艦長。階級は大佐。年齢は当時45歳である。
同艦は就航間もない新造艦であり、重力下テストを行う2機の試作ガンダム運搬のため、地球に降下した。シナプスは、そのテストの現場指揮官でもあった。小説版では、一年戦争時代から艦艇に乗り込んでいたとされている。
コロニー落としで死亡したコウ・ウラキの父親（軍人）とは知り合いである。
酒が好きなようで、『機動戦士ガンダム0083 STARDUST MEMORY 第8話「策謀の宙域」』では（大佐・艦長職という重大な責務のストレスも勿論あると思われるが）医者から酒量を制限されていることを伺わせる描写がある。

## 劇中での活躍
トリントン基地でのジオン残党（デラーズ・フリート）によるガンダム試作2号機強奪事件後、その追撃任務に就いた（デラーズ紛争）。
しかし、所属艦隊司令であるジョン・コーウェン中将が軍内派閥の少数派に属していたことから友軍の充分な協力を得られず、偶然とはいえグリーン・ワイアット大将と会したシーマ・ガラハウ中佐率いるシーマ艦隊による極秘会談を潰してしまった（結果的に「星の屑」の全貌を知る機会を失ってしまった）こともあり、最終的にガンダム試作2号機による観艦式への核攻撃を阻止することはできなかった。
その後のデラーズ・フリートの動きに対応するため、ガンダム試作3号機を受領せんとするが、コーウェン中将が陥穽（）に落ちたことで軍令によりそれを阻まれる。しかし、デラーズ・フリートの真意が発覚した時点で、それに対応可能な位置にいる部隊が自分たちしかいないと判明すると、友軍警戒部隊を制圧してまで試作3号機を強奪する。その後、地球へのコロニー落とし阻止の作戦行動を単艦で実施するが、阻止限界点到達までにコロニーを破壊することは叶わなかった。
紛争終結後の消息は劇中では語られておらず、戦後には紛争時の罪状に問われ、極刑に処されたといわれる（#戦後の消息について）。
連邦上層部の中では数少ない柔軟な思考と優れた決断力、果敢な行動力を持った有能な軍人であり、アルビオンを定刻どおりに運用したことから、アナベル・ガトーに「連邦にしては真面目な艦長」と評された。また、士気・規律ともに目に見えて低い状態にあった就航まもない時期のアルビオンクルーを、わずか1か月程度で鍛え上げた高い指導力と統率力の持ち主である。サウス・バニングをはじめとするパイロットにも慕われており、「紳士」と評されるほどの人格者であった。ただし多少短気なところがあるようで、『0083』公式のキャラクター紹介にもそう記述されている。
OVAと比べると小説版ではやや口調が荒く、「ゴロツキ」などあまり上品でない言葉を使っている場面もある。

### 戦後の消息
OVA版最終話に先駆けて公開された劇場版『機動戦士ガンダム0083 ジオンの残光』では、シナプスが極刑となったテロップが流れる。しかし、OVA版や『ジオンの残光』ビデオリリース版ではこのテロップが削除されており、劇場で販売されたパンフレットの年表内の「0083.11.23 一連のデラーズ紛争に絡んだ軍事裁判開廷。エイパー・シナプス大佐に極刑」という記述以外の資料は存在していない。
一方、小説『機動戦士ガンダム0083』や漫画『機動戦士ガンダム0083 星屑の英雄』では、軍事法廷において艦の私物化、独断で行った戦闘行為、数々の反逆罪、機密保持規定からの大きな逸脱により死刑宣告が下されたことになっている。
1990年代にメディアワークスより発売されたガンダム漫画の単行本に掲載された宇宙世紀公式年表にも同様の記載があり、「0083.11.23 一連のデラーズ紛争に絡んだ軍事裁判開廷。エイパー・シナプス大佐に極刑の即時判決が下だる」との記述があり、小説版同様の末路となっている。
なお、雑誌企画『ADVANCE OF Ζ ティターンズの旗のもとに』に登場するウェス・マーフィー大尉は、シナプスの直属の部下だった経験があり、彼がデラーズ紛争の責任を負わされて処刑されたことに強い不満を持っていたと描写されている。

## 乗艦
- アルビオン